# Pipile cujubi
Pipile cujubi là một loài chim trong họ Cracidae.

## Phân loài
- Pipile c. cujubi (Pelzeln, 1858)
- Pipile c. nattereri (Reichenbach, 1861)